# سباق كاديل ايفانز 2024
سباق كاديل ايفانز 2024 (بالإنجليزية: 2024 Cadel Evans Great Ocean Road Race)‏ هو سباق دراجات هوائية من فئة  1.1، وهو الموسم الثامن من سباق كاديل ايفانز، وأقيم في 28 يناير 2024 ضمن سباقات طواف العالم للدراجات 2024.
فاز بالمركز الأول Laurence Pithie ‏، وفاز بالمركز الثاني Natnael Tesfatsion ‏، وفاز بالمركز الثالث جورج تسيمرمان.

## الفرق
| فرق عالمية (10)- Arkéa-B&B Hotels - Astana Qazaqstan Team - Cofidis - EF Education-EasyPost - Groupama-FDJ - Ineos Grenadiers - Intermarché-Wanty - Lidl-Trek - Team dsm-firmenich PostNL - Team Jayco AlUla فريق برو- Israel-Premier Tech فرق قارية (2)- ARA Skip Capital ‏ - Bennelong SwissWellness Cycling Team p/b Cervelo ‏ |  |
| |  |

## المشاركون
| Arkéa-B&B Hotels ARK | Arkéa-B&B Hotels ARK | Arkéa-B&B Hotels ARK |
| -------------------- | -------------------- | -------------------- |
| م                    | عداء                 | مرتبة                |
| 1                    | مايلز سكوتسون        | 70                   |
| 2                    | Louis Barré ‏         | 10                   |
| 3                    | أنتوني ديلابلاسي     | 44                   |
| 4                    | Laurens Huys ‏        | لم يكمل السباق       |
| 5                    | Kévin Ledanois ‏      | 72                   |
| 6                    | دانيال مكلاي         | لم يكمل السباق       |
| 7                    | ميشيل رييس           | 63                   |

| Astana Qazaqstan Team AST | Astana Qazaqstan Team AST | Astana Qazaqstan Team AST |
| ------------------------- | ------------------------- | ------------------------- |
| م                         | عداء                      | مرتبة                     |
| 11                        | Samuele Battistella ‏      | 67                        |
| 12                        | Gianmarco Garofoli ‏       | 71                        |
| 13                        | Michele Gazzoli ‏          | 38                        |
| 14                        | ديمتري غروزديف            | لم يكمل السباق            |
| 15                        | ماكس كانتر                | 23                        |
| 17                        | كريستيان سكاروني ‏         | 8                         |

| Cofidis COF | Cofidis COF              | Cofidis COF    |
| ----------- | ------------------------ | -------------- |
| م           | عداء                     | مرتبة          |
| 21          | بيت اليجارت              | 73             |
| 22          | روبين فرنانديز           | 13             |
| 23          | Eddy Finé ‏               | لم يبدأ        |
| 24          | Milan Fretin ‏            | 68             |
| 25          | سيمون جيشكي              | لم يكمل السباق |
| 26          | Oliver Knight (cyclist) ‏ | 47             |
| 27          | Axel Mariault ‏           | 6              |

| EF Education-EasyPost EFE | EF Education-EasyPost EFE | EF Education-EasyPost EFE |
| ------------------------- | ------------------------- | ------------------------- |
| م                         | عداء                      | مرتبة                     |
| 31                        | Stefan de Bod ‏            | 55                        |
| 32                        | أوين دول                  | 25                        |
| 33                        | Jack Rootkin-Gray ‏        | 27                        |
| 34                        | Jonas Rutsch ‏             | 9                         |
| 35                        | آرشي ريان ‏                | 14                        |
| 36                        | Harry Sweeny ‏             | 56                        |
| 37                        | Jardi van der Lee ‏        | 41                        |

| Groupama-FDJ GFC | Groupama-FDJ GFC | Groupama-FDJ GFC |
| ---------------- | ---------------- | ---------------- |
| م                | عداء             | مرتبة            |
| 41               | Clément Davy ‏    | 45               |
| 42               | Fabian Lienhard ‏ | 62               |
| 43               | Enzo Paleni ‏     | 29               |
| 44               | Laurence Pithie ‏ | 1                |
| 45               | روبن تومسون      | 34               |

| Ineos Grenadiers IGD | Ineos Grenadiers IGD | Ineos Grenadiers IGD |
| -------------------- | -------------------- | -------------------- |
| م                    | عداء                 | مرتبة                |
| 51                   | لورينز دي بلس        | 18                   |
| 52                   | فيليبو غانا          | 36                   |
| 53                   | Leo Hayter ‏          | 79                   |
| 54                   | جوناتان نارفيز       | 5                    |
| 55                   | بن سويفت             | 78                   |
| 56                   | Josh Tarling ‏        | 58                   |
| 57                   | إيليا فيفياني        | 21                   |

| Intermarché-Wanty IWA | Intermarché-Wanty IWA | Intermarché-Wanty IWA |
| --------------------- | --------------------- | --------------------- |
| م                     | عداء                  | مرتبة                 |
| 61                    | ليليان كالجمان        | 30                    |
| 62                    | بينيام جيرماي         | 22                    |
| 63                    | Madis Mihkels         | 26                    |
| 64                    | Tom Paquot ‏           | 48                    |
| 65                    | Simone Petilli ‏       | 53                    |
| 66                    | ديون سميث             | 37                    |
| 67                    | جورج تسيمارمان        | 3                     |

| Lidl-Trek LTK | Lidl-Trek LTK         | Lidl-Trek LTK  |
| ------------- | --------------------- | -------------- |
| م             | عداء                  | مرتبة          |
| 71            | داريو كاتالدو         | لم يكمل السباق |
| 72            | Juan Pedro López      | 31             |
| 73            | باوك موليما           | 11             |
| 74            | Jacopo Mosca ‏         | 75             |
| 75            | كوين سيمونز (طريق)    | 15             |
| 76            | Natnael Tesfatsion ‏   | 2              |
| 77            | Mathias Vacek ‏ (طريق) | 42             |

| Team dsm-firmenich PostNL DFP | Team dsm-firmenich PostNL DFP | Team dsm-firmenich PostNL DFP |
| ----------------------------- | ----------------------------- | ----------------------------- |
| م                             | عداء                          | مرتبة                         |
| 81                            | باتريك بيفن                   | 65                            |
| 82                            | Pavel Bittner ‏                | 24                            |
| 83                            | Patrick Eddy ‏                 | 69                            |
| 84                            | شون فلين ‏                     | 46                            |
| 85                            | كريس هاميلتون                 | 7                             |
| 86                            | Emīls Liepiņš ‏ (طريق)         | 60                            |
| 87                            | Oscar Onley ‏                  | لم يكمل السباق                |

| Team Jayco AlUla JAY | Team Jayco AlUla JAY | Team Jayco AlUla JAY |
| -------------------- | -------------------- | -------------------- |
| م                    | عداء                 | مرتبة                |
| 91                   | كاليب إيوان          | 33                   |
| 92                   | Kelland O'Brien ‏     | 12                   |
| 93                   | كريس هاربر           | 39                   |
| 94                   | رودي بوتر ‏           | 35                   |
| 95                   | Blake Quick ‏         | 64                   |
| 96                   | لوكاس بلاب (طريق)    | 16                   |
| 97                   | كامبل ستيوارت        | 40                   |

| Israel-Premier Tech IPT | Israel-Premier Tech IPT | Israel-Premier Tech IPT |
| ----------------------- | ----------------------- | ----------------------- |
| م                       | عداء                    | مرتبة                   |
| 101                     | جورج بينيت              | 57                      |
| 102                     | ويليام بويفن            | 61                      |
| 103                     | سيمون كلارك             | 20                      |
| 104                     | ديريك جي                | 54                      |
| 105                     | نيك شولتز               | 19                      |
| 106                     | كوربين سترونغ           | 4                       |
| 107                     | ستيفن وليامز            | 17                      |

| ARA Skip Capital ‏ ARA | ARA Skip Capital ‏ ARA | ARA Skip Capital ‏ ARA |
| --------------------- | --------------------- | --------------------- |
| م                     | عداء                  | مرتبة                 |
| 111                   | Dylan Proctor-Parker‏  | لم يكمل السباق        |
| 112                   | Tyler Tomkinson‏       | 74                    |

| بدون فريق ___ | بدون فريق ___ | بدون فريق ___ |
| ------------- | ------------- | ------------- |
| م             | عداء          | مرتبة         |
| 113           | William Eaves‏ | 43            |

| ARA Skip Capital ‏ ARA | ARA Skip Capital ‏ ARA | ARA Skip Capital ‏ ARA |
| --------------------- | --------------------- | --------------------- |
| م                     | عداء                  | مرتبة                 |
| 114                   | Declan Trezise ‏       | 76                    |
| 115                   | Joshua Cranage‏        | لم يكمل السباق        |
| 116                   | Nate Hadden‏           | 77                    |
| 117                   | Cohen Jessen‏          | 49                    |

| Bennelong SwissWellness Cycling Team p/b Cervelo ‏ BLN | Bennelong SwissWellness Cycling Team p/b Cervelo ‏ BLN | Bennelong SwissWellness Cycling Team p/b Cervelo ‏ BLN |
| ----------------------------------------------------- | ----------------------------------------------------- | ----------------------------------------------------- |
| م                                                     | عداء                                                  | مرتبة                                                 |
| 121                                                   | Tristan Saunders ‏                                     | 52                                                    |
| 122                                                   | Elliot Schultz‏                                        | 32                                                    |
| 123                                                   | Zac Marriage ‏                                         | 51                                                    |
| 124                                                   | Jackson Medway ‏                                       | 50                                                    |
| 125                                                   | AUS                                                   | 59                                                    |
| 126                                                   | صموئيل جينر ‏                                          | 66                                                    |
| 127                                                   | لوك بيرنز ‏                                            | 28                                                    |

| Arkéa-B&B Hotels ARK | Arkéa-B&B Hotels ARK | Arkéa-B&B Hotels ARK |
| -------------------- | -------------------- | -------------------- |
| م                    | عداء                 | مرتبة                |
| 1                    | مايلز سكوتسون        | 70                   |
| 2                    | Louis Barré ‏         | 10                   |
| 3                    | أنتوني ديلابلاسي     | 44                   |
| 4                    | Laurens Huys ‏        | لم يكمل السباق       |
| 5                    | Kévin Ledanois ‏      | 72                   |
| 6                    | دانيال مكلاي         | لم يكمل السباق       |
| 7                    | ميشيل رييس           | 63                   |

| Astana Qazaqstan Team AST | Astana Qazaqstan Team AST | Astana Qazaqstan Team AST |
| ------------------------- | ------------------------- | ------------------------- |
| م                         | عداء                      | مرتبة                     |
| 11                        | Samuele Battistella ‏      | 67                        |
| 12                        | Gianmarco Garofoli ‏       | 71                        |
| 13                        | Michele Gazzoli ‏          | 38                        |
| 14                        | ديمتري غروزديف            | لم يكمل السباق            |
| 15                        | ماكس كانتر                | 23                        |
| 17                        | كريستيان سكاروني ‏         | 8                         |

| Cofidis COF | Cofidis COF              | Cofidis COF    |
| ----------- | ------------------------ | -------------- |
| م           | عداء                     | مرتبة          |
| 21          | بيت اليجارت              | 73             |
| 22          | روبين فرنانديز           | 13             |
| 23          | Eddy Finé ‏               | لم يبدأ        |
| 24          | Milan Fretin ‏            | 68             |
| 25          | سيمون جيشكي              | لم يكمل السباق |
| 26          | Oliver Knight (cyclist) ‏ | 47             |
| 27          | Axel Mariault ‏           | 6              |

| EF Education-EasyPost EFE | EF Education-EasyPost EFE | EF Education-EasyPost EFE |
| ------------------------- | ------------------------- | ------------------------- |
| م                         | عداء                      | مرتبة                     |
| 31                        | Stefan de Bod ‏            | 55                        |
| 32                        | أوين دول                  | 25                        |
| 33                        | Jack Rootkin-Gray ‏        | 27                        |
| 34                        | Jonas Rutsch ‏             | 9                         |
| 35                        | آرشي ريان ‏                | 14                        |
| 36                        | Harry Sweeny ‏             | 56                        |
| 37                        | Jardi van der Lee ‏        | 41                        |

| Groupama-FDJ GFC | Groupama-FDJ GFC | Groupama-FDJ GFC |
| ---------------- | ---------------- | ---------------- |
| م                | عداء             | مرتبة            |
| 41               | Clément Davy ‏    | 45               |
| 42               | Fabian Lienhard ‏ | 62               |
| 43               | Enzo Paleni ‏     | 29               |
| 44               | Laurence Pithie ‏ | 1                |
| 45               | روبن تومسون      | 34               |

| Ineos Grenadiers IGD | Ineos Grenadiers IGD | Ineos Grenadiers IGD |
| -------------------- | -------------------- | -------------------- |
| م                    | عداء                 | مرتبة                |
| 51                   | لورينز دي بلس        | 18                   |
| 52                   | فيليبو غانا          | 36                   |
| 53                   | Leo Hayter ‏          | 79                   |
| 54                   | جوناتان نارفيز       | 5                    |
| 55                   | بن سويفت             | 78                   |
| 56                   | Josh Tarling ‏        | 58                   |
| 57                   | إيليا فيفياني        | 21                   |

| Intermarché-Wanty IWA | Intermarché-Wanty IWA | Intermarché-Wanty IWA |
| --------------------- | --------------------- | --------------------- |
| م                     | عداء                  | مرتبة                 |
| 61                    | ليليان كالجمان        | 30                    |
| 62                    | بينيام جيرماي         | 22                    |
| 63                    | Madis Mihkels         | 26                    |
| 64                    | Tom Paquot ‏           | 48                    |
| 65                    | Simone Petilli ‏       | 53                    |
| 66                    | ديون سميث             | 37                    |
| 67                    | جورج تسيمارمان        | 3                     |

| Lidl-Trek LTK | Lidl-Trek LTK         | Lidl-Trek LTK  |
| ------------- | --------------------- | -------------- |
| م             | عداء                  | مرتبة          |
| 71            | داريو كاتالدو         | لم يكمل السباق |
| 72            | Juan Pedro López      | 31             |
| 73            | باوك موليما           | 11             |
| 74            | Jacopo Mosca ‏         | 75             |
| 75            | كوين سيمونز (طريق)    | 15             |
| 76            | Natnael Tesfatsion ‏   | 2              |
| 77            | Mathias Vacek ‏ (طريق) | 42             |

| Team dsm-firmenich PostNL DFP | Team dsm-firmenich PostNL DFP | Team dsm-firmenich PostNL DFP |
| ----------------------------- | ----------------------------- | ----------------------------- |
| م                             | عداء                          | مرتبة                         |
| 81                            | باتريك بيفن                   | 65                            |
| 82                            | Pavel Bittner ‏                | 24                            |
| 83                            | Patrick Eddy ‏                 | 69                            |
| 84                            | شون فلين ‏                     | 46                            |
| 85                            | كريس هاميلتون                 | 7                             |
| 86                            | Emīls Liepiņš ‏ (طريق)         | 60                            |
| 87                            | Oscar Onley ‏                  | لم يكمل السباق                |

| Team Jayco AlUla JAY | Team Jayco AlUla JAY | Team Jayco AlUla JAY |
| -------------------- | -------------------- | -------------------- |
| م                    | عداء                 | مرتبة                |
| 91                   | كاليب إيوان          | 33                   |
| 92                   | Kelland O'Brien ‏     | 12                   |
| 93                   | كريس هاربر           | 39                   |
| 94                   | رودي بوتر ‏           | 35                   |
| 95                   | Blake Quick ‏         | 64                   |
| 96                   | لوكاس بلاب (طريق)    | 16                   |
| 97                   | كامبل ستيوارت        | 40                   |

| Israel-Premier Tech IPT | Israel-Premier Tech IPT | Israel-Premier Tech IPT |
| ----------------------- | ----------------------- | ----------------------- |
| م                       | عداء                    | مرتبة                   |
| 101                     | جورج بينيت              | 57                      |
| 102                     | ويليام بويفن            | 61                      |
| 103                     | سيمون كلارك             | 20                      |
| 104                     | ديريك جي                | 54                      |
| 105                     | نيك شولتز               | 19                      |
| 106                     | كوربين سترونغ           | 4                       |
| 107                     | ستيفن وليامز            | 17                      |

| ARA Skip Capital ‏ ARA | ARA Skip Capital ‏ ARA | ARA Skip Capital ‏ ARA |
| --------------------- | --------------------- | --------------------- |
| م                     | عداء                  | مرتبة                 |
| 111                   | Dylan Proctor-Parker‏  | لم يكمل السباق        |
| 112                   | Tyler Tomkinson‏       | 74                    |

| بدون فريق ___ | بدون فريق ___ | بدون فريق ___ |
| ------------- | ------------- | ------------- |
| م             | عداء          | مرتبة         |
| 113           | William Eaves‏ | 43            |

| ARA Skip Capital ‏ ARA | ARA Skip Capital ‏ ARA | ARA Skip Capital ‏ ARA |
| --------------------- | --------------------- | --------------------- |
| م                     | عداء                  | مرتبة                 |
| 114                   | Declan Trezise ‏       | 76                    |
| 115                   | Joshua Cranage‏        | لم يكمل السباق        |
| 116                   | Nate Hadden‏           | 77                    |
| 117                   | Cohen Jessen‏          | 49                    |

| Bennelong SwissWellness Cycling Team p/b Cervelo ‏ BLN | Bennelong SwissWellness Cycling Team p/b Cervelo ‏ BLN | Bennelong SwissWellness Cycling Team p/b Cervelo ‏ BLN |
| ----------------------------------------------------- | ----------------------------------------------------- | ----------------------------------------------------- |
| م                                                     | عداء                                                  | مرتبة                                                 |
| 121                                                   | Tristan Saunders ‏                                     | 52                                                    |
| 122                                                   | Elliot Schultz‏                                        | 32                                                    |
| 123                                                   | Zac Marriage ‏                                         | 51                                                    |
| 124                                                   | Jackson Medway ‏                                       | 50                                                    |
| 125                                                   | AUS                                                   | 59                                                    |
| 126                                                   | صموئيل جينر ‏                                          | 66                                                    |
| 127                                                   | لوك بيرنز ‏                                            | 28                                                    |

## التصنيف العام النهائي
| التصنيف العام         | التصنيف العام       | التصنيف العام             | التصنيف العام | التصنيف العام |
| العداء                | العداء              | الفريق                    | الوقت         |               |
| --------------------- | ------------------- | ------------------------- | ------------- | ------------- |
| 1                     | Laurence Pithie ‏    | Groupama-FDJ              | 4 س 17 د 40 ث |               |
| 2                     | Natnael Tesfatsion ‏ | Lidl-Trek                 | + 0 ث         |               |
| 3                     | جورج تسيمارمان      | Intermarché-Wanty         | + 0 ث         |               |
| 4                     | كوربين سترونغ       | Israel-Premier Tech       | + 0 ث         |               |
| 5                     | جوناتان نارفيز      | Ineos Grenadiers          | + 0 ث         |               |
| 6                     | Axel Mariault ‏      | Cofidis                   | + 0 ث         |               |
| 7                     | كريس هاميلتون       | Team dsm-firmenich PostNL | + 0 ث         |               |
| 8                     | كريستيان سكاروني ‏   | Astana Qazaqstan Team     | + 0 ث         |               |
| 9                     | Jonas Rutsch ‏       | EF Education-EasyPost     | + 0 ث         |               |
| 10                    | Louis Barré ‏        | Arkéa-B&B Hotels          | + 0 ث         |               |
|                       |                     |                           |               |               |
| مصدر: ProCyclingStats |                     |                           |               |               |

## وصلات خارجية
- الموقع الرسمي
- لمحة عن سباق سباق كاديل ايفانز 2024 على موقع  ProCyclingStats   (برو  سايكلنج  ستاتس) - إحصاءات  محترفي  الدراجات.
- سباق كاديل ايفانز 2024 على موقع إحصائيات الدراجات الإحترافية (الإنجليزية)